# Inside Dave Van Ronk (raccolta)
Inside Dave Van Ronk è un album compilation del cantante e musicista folk statunitense Dave Van Ronk, originariamente pubblicato nel 1972 su doppio LP con il titolo Van Ronk. Ristampato in formato CD nel 1989, venne reintitolato come l'omonimo disco del 1964.

## Il disco
Le tracce contenute sull'album sono la riproposizione integrale degli album Dave Van Ronk, Folksinger (1963) e Inside Dave Van Ronk (1964).

### Accoglienza
Il critico musicale Richie Unterberger di AllMusic così si espresse nei confronti della raccolta: " ...si tratta certamente del materiale più significativo della carriera di Van Ronk, una delle poche reliquie rimaste del folk revival dei primi anni sessanta che si ascolta con piacere ancora oggi... Uno dei pochi cantanti folk bianchi in grado di cantare blues acustici senza imbarazzo, Van Ronk era inoltre un ottimo suonatore di chitarra acustica; tecnicamente e vocalmente, egli portava una tale intensità alle cover che interpretava, da renderle sue proprie composizioni".

## Tracce
Tracce tratte dall'originale Dave Van Ronk, Folksinger
1. Samson and Delilah (Traditional) - 3:35
2. Cocaine Blues (Luke Jordan) - 4:13
3. You've Been a Good Old Wagon (Henry) - 2:16
4. Fixin' to Die (White) - 2:50
5. Hang Me, Oh Hang Me (Traditional) - 3:07
6. Long John (Traditional) - 2:10
7. Chicken is Nice (Traditional) - 2:29
8. He Was a Friend of Mine (Traditional) - 3:29
9. Motherless Children (Traditional) - 3:45
10. Stackalee (Traditional) - 3:32
11. Mr. Noah (Traditional) - 1:28
12. Come Back, Baby (Davis) - 3:48
13. Poor Lazarus (Traditional) - 5:06

Tracce tratte dall'originale Inside Dave Van Ronk
1. House Carpenter (Traditional) – 3:30
2. The Cruel Ship's Captain (Traditional) – 1:55
3. Sprig of Thyme (Traditional) – 2:35
4. Talking Cancer Blues (Rhodes) – 1:45
5. I Buyed Me a Little Dog (Traditional) – 3:59
6. Lady Gay (Traditional) – 3:40
7. Fair and Tender Ladies (Traditional) – 5:40
8. Brian O'Lynne (Traditional) – 1:15
9. Shanty Man's Life (Traditional) – 3:20
10. Silver Dagger (Traditional) – 2:20
11. Kentucky Moonshiner (Traditional) – 2:35
12. He Never Came Back (Traditional) – 2:10

## Formazione
- Dave Van Ronk – voce, chitarra acustica a 6 e 12 corde, dulcimer, banjo, autoharp, armonica a bocca